# 安積艮斎

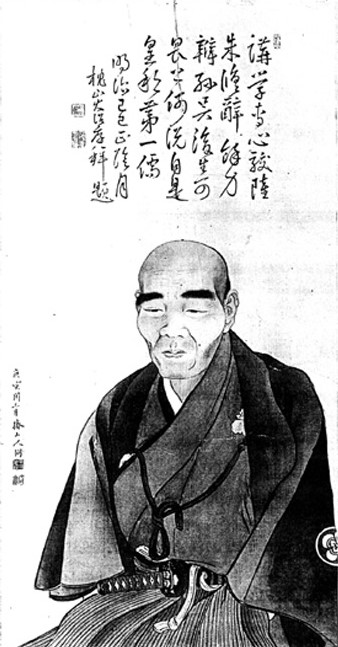
安積艮斎(安積国造神社蔵)

安積 艮斎（あさか ごんさい、寛政3年3月2日〈1791年4月4日〉 - 万延元年11月21日〈1861年1月1日〉）は、幕末の朱子学者。江戸で私塾を開き、吉田松陰、岩崎弥太郎、高杉晋作、小栗忠順、栗本鋤雲、清河八郎らが門人として学んだ。

## 生涯
寛政3年（1791年）3月2日、陸奥（後の岩代）郡山（二本松藩領、現在の福島県郡山市）にある安積国造神社の第55代宮司の安藤親重の三男として生まれる。名は重信、字は子順（思順）（しじゅん）、通称は祐助、別号は見山楼。
16歳で近くの村の里正である今泉家の婿となるも妻に嫌われたため発奮して、翌年単身17歳で江戸に出て佐藤一斎、林述斎らに学ぶ。
文化11年（1814年）、江戸の神田駿河台に私塾「見山楼」を開く。見山楼は旗本小栗家の屋敷内にあり、小栗忠順もここに学んだ。また、この頃には尚歯会に参加しており、渡辺崋山らと親交があったと伝えられる。
天保3(1832)年『艮斎文略』を出版してから名声が高まり、天保7(1836)年郷里の二本松藩の「出入儒」となって3人扶持を給せられる。艮斎は師である佐藤一斎同様に朱子学だけではなく、危険視されていた陽明学など他の学問や宗教も摂取した新しい思想を唱えた。天保14年（1843年）に二本松藩校敬学館の教授となり150石を給せられ、これを一年半務める。
阿片戦争（1840年～1842年）を起こしたイギリスを警戒して、儒者による海防論、西洋史研究が飛躍的に増大する状況下において、嘉永元年（1848年）に『洋外紀略』を刊行する。西洋各国の簡単な歴史と国勢を引用しながら、封建武家意識を国防の梃子として、鎖国封建の政策体制を死守堅持しようとする徹底的な鎖国封建論による海防を記した。純然たる西洋史書とは言えないが、海防的史論で幕末西洋史の特徴を示している。これ以降外国事情にも詳しく、海防論の論客としても知られるようになった。
嘉永3年（1850年）には60歳で昌平黌教授(切米200俵と15人扶持)となり、ペリー来航時のアメリカ国書翻訳や、エフィム・プチャーチンが持参したロシア国書の返書起草などに携わる。また、幕府へ外交意見として『盪蛮彙議』を提出した。
万延元年（1860年）11月21日没。没する7日前まで講義を行っていたと伝えられる。墓は東京都葛飾区の妙源寺にある。
艮斎に学んだ門人は2000人以上と言われ、吉田松陰、高杉晋作、岩崎弥太郎、安場保和、秋月悌次郎、小栗忠順、栗本鋤雲、清河八郎、近藤長次郎、前島密など、著名な塾生だけでも200人を数えるという。また土佐藩15代藩主山内容堂とも交流があったとされる。
大正4年（1915年）、従四位を追贈された。

## 安積艮斎記念館

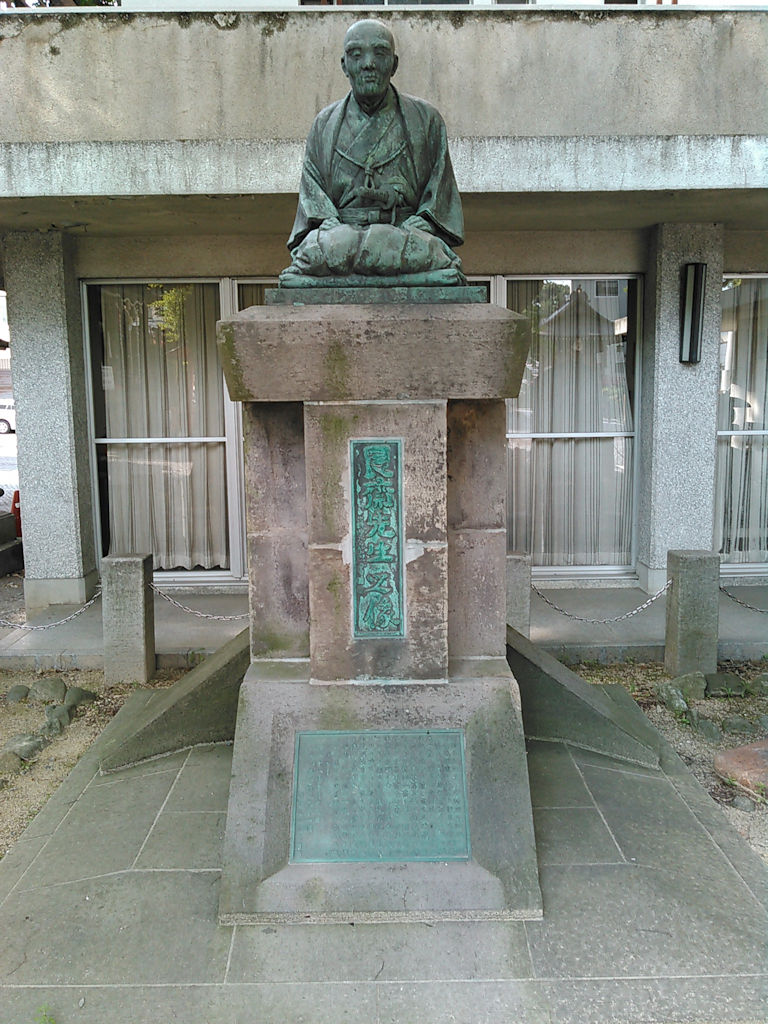
安積艮斎像

- 安積国造神社の神社会館の中に設置されている。将軍より拝領した帷子や、毛利侯より拝領した硯も展示してある。また、境内には、艮斎誕生地の碑もある。

## 関連商品
- ごんさい豆 - 艮斎が学問を志して江戸へ向かった旅では、懐にいだいた炒り豆で空腹をしのいだと伝えられる。これをイメージして柏屋から商品化された菓子。

## 主な著書
- 『艮斎文略』[2]
- 『遊豆紀勝』
- 『洋外紀略』
- 『史論』[2]

## 詩集訳注
- 『安積艮斎　艮斎詩略』、安藤智重ほか訳注、明徳出版社、2010年6月
- 『佐藤一斎・安積艮斎』、明徳出版社〈叢書・日本の思想家31〉明徳出版社、2008年